# Stanisławów (powiat kolski)
Stanisławów – wieś w Polsce położona w województwie wielkopolskim, w powiecie kolskim, w gminie Chodów.
W latach 1975–1998 miejscowość należała administracyjnie do województwa konińskiego.